# Chudzice
Chudzice (prononciation : [xuˈd͡ʑit͡sɛ]) est un village polonais de la gmina de Środa Wielkopolska dans le powiat de Środa Wielkopolska de la voïvodie de Grande-Pologne dans le centre-ouest de la Pologne.
Il se situe à environ 6 kilomètres à l'est de Środa Wielkopolska (siège de la gmina et du powiat) et à 36 kilomètres au sud-est de Poznań (capitale régionale).

## Histoire
De 1975 à 1998, le village faisait partie du territoire de la voïvodie de Poznań.

Depuis 1999, Chudzice est situé dans la voïvodie de Grande-Pologne.
Le village possède une population de 100 habitants en 2006.